# 纳尔沃内塔
纳尔沃内塔，是西班牙卡斯蒂利亚-拉曼恰昆卡省的一个市镇。总面积35平方公里，总人口87人（2001年），人口密度2人/平方公里。